# Trinquete (pelota vasca)
El trinquete (trinket en euskera, trinquet en francés) es una de las canchas homologadas para la práctica de la pelota vasca y una de las modalidades de dicho deporte. En Latinoamérica, especialmente Argentina, se le suele conocer también bajo el nombre de cancha cerrada, distinguiéndola de los restantes tipos de frontón, que suelen recibir la denominación de canchas abiertas. 
Existe también un tipo de cancha llamado trinquete (trinquet en valenciano) utilizado en varias especialidades de la pelota valenciana. Esta cancha, además de nombre, comparte un origen común y ciertas similitudes con los trinquetes de la pelota vasca.

## Características de la cancha y del juego
- Wikimedia Commons alberga una galería multimedia sobre Trinquete.

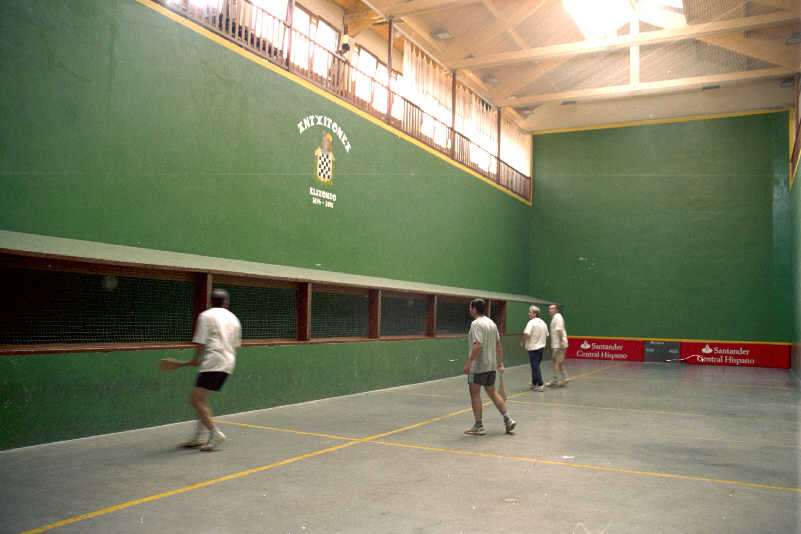
Trinquete en Elizondo (Navarra).

El trinquete tiene algunos aspectos básicos comunes con los restantes frontones: 
- Una pared frontal, llamada frontis, que es a donde los jugadores deben devolver la pelota en cada jugada. Esta pared posee una chapa metálica a 80 cm de su base que delimita la altura mínima por encima de la cual hay que devolver la pelota al frontis. Una segunda chapa metálica, a 8,5 metros del suelo marca el límite superior de la zona de devolución. El frontis suele tener una altura algo superior a esta segunda chapa, unos 10 metros aproximadamente. La anchura suele estar también en torno a los 10 metros.
- Una pared de rebote situada en paralelo al frontis a cierta distancia que delimita la longitud de la cancha. Este muro suele ser de una altura inferior, en torno a los 5 o 6 metros.
- Una pared izquierda que une el frontis con la pared de rebote, donde es válido que la pelota golpee durante el partido. También es de una altura inferior al frontis, en torno a los 5 o 6 metros.

Sin embargo a partir de ahí los trinquetes tienen notables diferencias respecto a las restantes canchas de pelota vasca:
- Existe una pared derecha que une el frontis y la pared de rebote cerrando totalmente la cancha (de ahí el nombre que suelen recibir los trinquetes de cancha cerrada), quedando delimitada por cuatro paredes. Es lícito que la pelota golpee en dicha pared durante el juego, igual que suele ocurrir con la pared izquierda. En la actualidad las paredes derechas suelen ser de materiales transparentes para permitir el seguimiento de los partidos desde la contracancha.
- El frontis se une con la pared derecha por una colocación de un plano vertical inclinado (un chaflán), llamado fraile en España y tambor o tambur en Argentina y tambul en Uruguay, que también es totalmente válido para el juego y que tiene la característica de modificar la trayectoria de la pelota. El fraile se considera como parte del frontis, es decir si un jugador devuelve la pelota al fraile se considera como devolución a buena, aunque la pelota luego golpee debajo de la chapa o no llegue al frontis.
- A lo largo de la pared izquierda, desde el frontis hasta la pared de rebote se extiende un tejadillo en plano inclinado que es totalmente válido para el juego. El bote sobre el tejadillo no se considera bote válido, es decir que la pelota puede ser devuelta aunque vaya botando o rodando por el tejadillo. Debajo del tejadillo suele haber una galería donde se acomodan espectadores.
- Debajo del tejadillo, en el plano vertical, se extiende una red o reja de metal o madera, llamada sare o xare. Si uno de los pelotaris logra lanzar la pelota a la red después de que haya botado en la cancha consigue tanto.
- A lo largo de la pared de rebote, entre el muro izquierdo y el derecho, también suele haber otro tejadillo con un plano inclinado.
- El cuadro o xilo. Es un hueco situado en la parte derecha del frontis 40 centímetros por encima de la chapa inferior del frontis. En su parte externa es más ancho que en su interior, haciendo imprevisible la dirección de salida de la pelota que entra dentro.
- Tradicionalmente de longitud similar al frontón corto (en torno a los 30m), las canchas homologadas para competiciones internacionales tienen una longitud ligeramente inferior (28,50 m). La existencia del tejadillo y la menor longitud de la cancha suelen hacer que la pelota alcance en mayores ocasiones el rebote que en las mismas especialidades jugadas en frontón corto.

En los trinquetes se suelen practicar las mismas especialidades que en el frontón corto, es decir se suele jugar con las mismas herramientas, pero la existencia de esos elementos de la cancha: tejadillo, pared derecha, red, tambor, cuadro, etc.. que participan como elementos indirectos en el juego, hacen que las mismas especialidades tengan una concepción distinta del juego en el trinquete que en las otras canchas.

## Especialidades de la modalidad de trinquete
En los trinquetes se suele jugar en las siguientes especialidades:
- Pelota mano; individual y por parejas.
- Pelota paleta con pelota de goma. (Hombres y mujeres)
- Pelota paleta con pelota de cuero.
- Share.

Se suele jugar en los trinquetes también a pelota paleta de goma maciza, pero esta especialidad no está reconocida por la Federación Internacional de Pelota Vasca (FIPV).
Mención aparte merece el juego del pasaka, especialidad que se practica con guante y que a diferencia de las restantes especialidades es un juego directo. Se juega con una red destensada en mitad de la pista y los contendientes se enfrentan cara a cara al modo del tenis. Se trata de la especialidad más antigua de las que se juegan en trinquete, aunque en la actualidad prácticamente ha desaparecido.

## Historia del trinquete

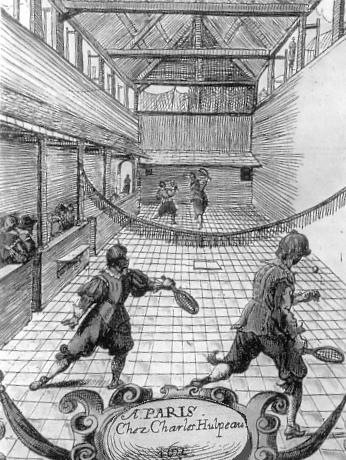
Jeu de paume en el.

El trinquete es una evolución de las canchas (juegos de pelota) en las que se practicaba antiguamente el jeu de paume en su variante denominada courte-paume. Este deporte de origen francés tuvo una gran difusión por toda Europa durante la Edad Moderna y todavía persiste en la actualidad bajo la denominación de real tennis, practicándose principalmente en países anglosajones. El jeu de paume no solo es el antecesor directo de la pelota vasca sino del tenis y de otros deportes similares. Como se puede ver en el siguiente enlace las similitudes entre canchas son evidentes , estando ya presentes en la cancha de jeu de paume elementos similares a los de los trinquetes como los tejadillos, los tambores, elementos similares al xilo o la asimetría de la cancha, con una pared lateral lisa y otra con tejadillo.
El courte-paume se trataba de un juego de las clases nobles que se jugaba con raquetas. Durante el siglo XVIII el jeu de paume fue perdiendo fuerza en Francia, pero encontró abrigo en el País Vasco Francés donde la afición al juego persistió con fuerza hasta el siglo XIX, especialmente en su variante popular, el longue-paume jugado en campos abiertos y con guantes y practicada por los integrantes del tercer estado.
La Revolución francesa dejó los juegos de pelota vacíos en Francia ya que se trataba de un deporte asociado al estamento noble, pero en el País Vasco Francés estas canchas fueron reaprovechados por practicantes del longue paume.
Surgió así a principios del siglo XIX un nuevo juego que se practicaba en los juegos de pelota, el pasaka, una variante vasca del courte-paume que mantenía la red y los azares del juego (tejadillo, xilo, tambor), pero eliminaba las rayas o chazas del courte-paume y sustituía las raquetas por guantes con los que jugar a mano. Este nuevo juego permitió la supervivencia este tipo de canchas (ya conocidas como trinquetes) en el País Vasco Francés.
El término trinquete con el que pasó a conocerse este recinto se deriva al parecer de la palabra francesa trinquet, herramienta utilizada para el juego de pelota.
En la segunda mitad del siglo XIX un nuevo tipo de juegos de pelota, los llamados juegos indirectos o a ble. fueron ganando terreno a los juegos directos como el pasaka, las mejoras técnicas que permitieron fabricar pelotas mucho más elásticas y con mejor bote hicieron que se empezara a jugar entre jugadores de forma indirecta lanzando la pelota contra la pared. Así en los trinquetes se pasó a jugar de esta forma, con guante como en el pasaka, pero también a mano desnuda o con raquetas artesanales, antecedentes del actual share. 
Hacia 1870 o 1875 se había producido en algunos lugares del País Vasco Francés la transformación del trinquete tradicional, prácticamente idéntico a la cancha del jeu de paume y que se había utilizado para la práctica del pasaka; en canchas especialmente adaptadas para el juego de mano. Las principales transformaciones fueron la eliminación de la galería con tejadillo en una de las paredes de los extremos, que libre de la misma pasó a convertirse en el frontis; la antigua reja se transformaba en un ventanuco llamado xilo y el tambor situado entre la pared lateral sin galería y el frontis se reducía en tamaño.
La gran emigración vasca a Argentina y Uruguay del siglo XIX llevó consigo los trinquetes a América, ya que fueron también numerosos los inmigrantes vascofranceses que llegaron a estos países, llevando consigo sus aficiones.
Los trinquetes sudamericanos evolucionaron de manera similar a los del País Vasco y precisamente a ellos se les atribuye una de las principales novedades de la modalidad del trinquete, ya que se dice que fueron ellos los que, cambiando de lugar el frontis, empezaron a jugar dejando el tejadillo a mano izquierda, ya que al principio se empezó a jugar al revés, dejando el tejadillo a mano derecha.

### Especialidad de pelota mano en trinquete
Durante los últimos años del siglo XIX surgen las primeras figuras de la especialidad de mano en el trinquete, pelotaris vasco-franceses en su inmensa mayoría aunque había también alguno peninsular. El trinquete es una cancha genuinamente vasco-francesa, ya que aunque conocida al sur de los Pirineos y habiéndose construido algunos en territorio español, entre los vascos peninsulares predominaba (y sigue predominando) de forma casi total la afición por el juego en el frontón de pared izquierda. 
En los últimos años del siglo XIX se construye el trinquete de Saint-Palais, que se convierte en modelo de muchos trinquetes posteriores y escenario de grandes contiendas en la época. En él juegan los principales trinquetistas vascofranceses, algunos de los más destacados manistas meridionales (procedentes del frontón de pared izquierdo) y los primeros trinquetistas argentinos que viajan a Europa. La gran estrella de la época fue el argentino José Goñi, conocido como Porteño.

### Especialidades con herramientas
En Argentina se desarrollaron las dos principales especialidades de la modalidad de trinquete que utilizan herramientas:
- el share, nacido probablemente en el País Vasco Francés se desarrolló sin embargo en Argentina donde adquirió sus actuales características mientras que dejaba de practicarse en su país de origen, hasta el punto de llegar a ser conocida también como raqueta argentina. Su inclusión como disciplina oficial de la pelota vasca en los Mundiales por la FIPV, permitió su redescubrimiento y recuperación por parte de los vascos, que poco a poco se convirtieron en los actuales dominadores de la especialidad.
- la pelota paleta, invento genuinamente argentino, que pasó a jugarse tanto en los trinquetes como en los frontones de pared izquierda, los dos tipos de cancha de pelota que los vascos habían exportado a la Argentina.